# Gino Alache
Gino Alache (22 de marzo de 1973) es un relacionista público, periodista musical, productor  y locutor de radio peruano. Más conocido como uno de los más profundos conocedores de la música hard rock y heavy metal.  Sus entrevistas han sido transcritas a diferentes idiomas en el mundo.

## Biografía
Gino Alache nació en Lima, Perú. Creció en el distrito de la Molina  y asistió a un colegio católico de formación marianista.  En su adolescencia empezó a sentir una fuerte admiración por bandas como Manowar, Metallica, Judas Priest, Led Zeppelin y Black Sabbath. A partir de allí, empezó a redactar artículos musicales, encontrando lo que definitivamente sería su pasión.

## Inicios
Durante los primeros años de su adolescencia escuchó mucho de la programación de las radios Heavy metal de los Estados Unidos como KNAC 105.05 Pure Rock y Pirate Radio, así como siguió el programa de televisión Headbangers Ball de la cadena MTV, para luego en el año 1994, la versión latinoamericana de ese canal, lanzará su edición latina en español llamada simplemente Headbangers, siendo la oportunidad perfecta para enviar sus primeros reportes vía correo postal desde el Perú, siempre acerca de la escena heavy metal y hard rock latinoamericana, teniendo respuesta en siguientes programas hasta el año 1997 que llegaron a su fin.  En una entrevista el 17 de enero del 2006 para el página web portuguesa SounD(/)ZonE dijo: "creo todo comenzó cuando en primaria, un compañero del colegio llevó una larga duración de Iron Maiden -The Number Of The Beast, era 1982, desde allí me apasione con esto"

## Carrera
Para el enero del 2002 y con un novedoso sistema de comunicación llamado Internet, comenzó la creación de un portal de internet y más adelante emisora de radio por internet llamado Rockum. Sus primeros pasos en el portal, fueron siendo redactor jefe de noticias y escritor de artículos sobre el rock pesado y heavy metal de habla inglesa.
Para abril del 2002, comenzó a realizar reseñas de trabajos discográficos recién lanzados en Europa y los Estados Unidos, luego seguiría Latinoamérica y Asia.

En el 2004 y con una frecuencia vía streaming de 24 horas al día y con dos programas como  "World Premiere" y "Breaking The Rock", debuta en Rockum con sus primeras entrevistas a artistas internacionales.

Para el año 2006 comienza a realizar coberturas internacionales en vivo, empezando así una nueva etapa, viajando a países como Argentina y Chile para transmitir los acontecimientos de la escena Latinoamérica vía Rockum para el mundo.

Siendo el verano del 2008  comienza a trabajar como relacionista público, especializado en entretenimiento, siendo agente de prensa en los más importantes espectáculos internacionales del Perú, trabajando con artistas como  Aerosmith, Metallica, Stryper, Cerati, Skid Row, The Cranberries, José Luis Perales, Rotting Christ, Yellowcard entre muchos otros.

En febrero del 2010, Terra Networks lo contrata para ser redactor jefe de un nuevo blog llamado Zona de Metal.

En marzo del 2010 la revista Phantom Magazine lo invita a ser parte de su equipo de escritores, con una columna mensual llamada Sólido como el Metal.

Ya siendo abril del 2010 realiza su primera entrevista periodística internacional para el periódico más importante del Perú, esto fue para el diario peruano El Comercio

En mayo del 2012 recibe un título de postgrado diplomándose en relaciones públicas y comunicación corporativa por la Universidad San Martín de Porres
Para junio del 2012 vía Radio Clásicas Actuales.com, estrena su primer programa radial fuera de Rockum  llamado Rockum Classics con solo de música rock de los 70´s.
Para septiembre del 2013 como productor general y director creativo se encarga de la creatividad intelectual y producción de la primera canción de heavy metal con la famosa cantante peruana de Música criolla y afroperuana Eva Ayllón al lado de una banda de rock pesado llamada Temptation Xplodes, el tema se llamó 'Desaparecer'.

Para ese mismo año, el Arzobispado de Lima lo contrata como productor y jefe de prensa, para así crear la primera 'Marcha Por la Vida' masiva, produciendo y dirigiendo 3 videoclips testimoniales y un tema con videoclip donde la artista peruana Sandra Muente canta del tema 'Vengo a cuidar de ti'.

En septiembre del 2014 estrena su nuevo videoclip con la banda Kikasban titulado Seis(Esta música viene del alma) en el intenta plasmar las variadas fusiones que hay entre nuestras distintas culturas, etniasy tradiciones.

## Apoyo al rock nacional peruano
En abril del 2010 en una- Entrevista periodística que le hizo el Diario peruano El Chino declaró: 'El rock en el Perú no es solamente (sus estrellas comerciales) Pedro Suárez Vertiz y Libido, ser heavy es cuestión de supervivencia, exigiendo así al estado peruano apoyo a la real escena del rock en el Perú. El diario El Chino, calificó su trabajo como un 'quijotesco' ejemplo de que un medio, no necesita 'colgarse' de un "boom", para tener éxito.

## Lista de entrevistas
- Testament
- Judas Priest
- Trivium
- Dream Theater
- Aerosmith
- Megadeth
- Anthrax
- Dokken
- Trixter
- Brujería
- Behemoth
- Municipal Waste
- Exodus
- Twisted Sister
- Fear Factory
- At the Gates
- Omen
- Down
- Skid Row
- Stryper
- Whitesnake
- Rotting Christ
- Paul Di'Anno
- Angra
- Hirax
- Himsa
- White lion
- Freddy Alexis
- Cannibal Corpse
- Through the eyes of the dead
- Gorgoroth
- Aborted
- Badhoven
- Psycroptic
- Suffocation
- Krisiun
- Vision Divine
- Napalm Death
- Guns n Roses
- Bleeding Through
- Carajo
- Dark Moor

## Vida personal
El 20 de septiembre de 2014, se casó con la abogada constitucionalista Patricia Ballenas.

## Presente
Actualmente vive con su esposa, sigue editando y transmitiendo Rockum desde el año 2002,  produce artistas nuevos y es consultor de empresas en temas de prensa y reputación corporativa. Está escribiendo un libro autobiográfico acerca de sus experiencias en el mundo del rock y lo lanzará al mercado a mediados del 2018.